# KVC Sint-Livinus Sint-Lievens-Houtem
KVC Sint-Livinus Sint-Lievens-Houtem was een Belgische voetbalclub uit Sint-Lievens-Houtem. De club was aangesloten bij de Belgische Voetbalbond met stamnummer 5741. De club speelde enkele seizoenen in de nationale reeksen.

## Geschiedenis
De club sloot zich in de eerste helft van de jaren 50 aan de bij de Belgische Voetbalbond. VC Sint-Livinus bleef de volgende decennia in de provinciale reeksen spelen.
In de eerste helft van de jaren 80 kende het voetbal in Sint-Lievens-Houtem een bloeiperiode. Met VC Eendracht Houtem sloot zich een tweede club aan bij de Belgische voetbalbond en VC Sint-Livinus bereikte in 1984 voor het eerst de nationale reeksen. VC Sint-Lievens-Houtem eindigde zijn eerste seizoen in Vierde Klasse als vierde. Dit resultaat kon men niet meer herhalen en in het derde seizoen in Vierde Klasse eindigde men als op twee na laatste. Na drie jaar nationaal voetbal zakte VC Sint-Lievens-Houtem zo in 1987 weer naar de provinciale reeksen.
VC Sint-Lievens-Houtem kon niet meer terugkeren in de nationale reeksen. Het bleef de volgende jaren nog in de hoogste provinciale reeksen spelen, maar rond de eeuwwisseling kende de club een sportieve terugval. In 1998 eindigde men nog in de subtop in Eerste Provinciale, maar in 1999 eindigde men laatste, met amper 14 punten en een doelpuntensaldo van 35-100. De club degradeerde zo in 1999 naar Tweede Provinciale, waar men het volgend seizoen het nog moeilijker kreeg. Men eindigde daar afgetekend allerlaatste, na het behalen van 0 competitiepunten en een doelsaldo van 24-248 na 30 wedstrijden en zo zakte men in 2000 verder weg naar Derde Provinciale.
De volgende jaren kon VC Sint-Lievens-Houtem zich nog even handhaven in de middenmoot in Derde Provinciale. In 2003 besliste men de club op te doeken. Men speelde nog het seizoen uit, eindigde voorlaatste in Derde Provinciale, maar na het seizoen werd de club geschrapt.

## Bekende spelers
- Patrick Orlans
- Frans Van Der Schueren